# Klaus-Dieter Sieloff
Klaus-Dieter Sieloff (* 27. Februar 1942 in Tilsit; † 13. Dezember 2011 in Stuttgart) war ein deutscher Fußballspieler, der von 1964 bis 1971 für die deutsche Fußballnationalmannschaft vierzehn Länderspiele absolvierte und dabei fünf Tore erzielte. Mit dem Bundesligisten Borussia Mönchengladbach gewann er in den Jahren 1970 und 1971 zwei Mal die deutsche Fußballmeisterschaft und 1973 den DFB-Pokal.

## Laufbahn

### Stuttgart, bis 1969
Der aus dem ostpreußischen Tilsit stammende Nachwuchsfußballer kam über die Stationen Borussia Kiel (bis 1954) und FV Rottweil (1954–1959) im Jahr 1959 in die Jugendabteilung des Süd-Oberligisten VfB Stuttgart. Als die Trainer-Ära Georg Wurzer beim VfB nach der Runde 1959/60 endete und Kurt Baluses 1960/61 das schwere Erbe antrat, wurde Klaus-Dieter Sieloff aus der A-Jugend und Hans Eisele von den VfB-Amateuren in den Oberligakader übernommen. Mit Rolf Blessing und Erich Retter waren noch zwei Aktive aus den Meistermannschaften von 1950 und 1952 dabei. Jetzt war aber mit Rolf Geiger neben Torhüter Günter Sawitzki ein neuer Leistungsträger in verantwortlicher Stellung im Team, das die Verluste der Abgänge von Rudolf Hoffmann zum FK Pirmasens und Erwin Waldner zum FC Zürich zu verkraften hatte. Sein erstes Oberligaspiel absolvierte der athletisch gut durchgebildete, daneben mit guter Zweikampfführung und einem harten Distanzschuss versehene Nachwuchsspieler am 9. Oktober 1960 vor 30.000 Zuschauer beim 2:0-Heimsieg gegen den 1. FC Nürnberg, als er zusammen mit Eberhard Pfisterer und Rolf Geiger das VfB-Innentrio bildete. In seinem ersten Oberligajahr kamen noch sechs weitere Einsätze hinzu und der VfB belegte den siebten Rang. Im letzten Jahr des alten erstklassigen Oberligasystems, 1962/63, qualifizierte sich der VfB Stuttgart mit dem sechsten Rang für die neue Fußball-Bundesliga zur Saison 1963/64 und Sieloff hatte sich bereits in das Notizbuch von Bundestrainer Sepp Herberger gespielt. Er gehörte erstmals beim Länderspiel am 13. Mai 1964 in Hannover gegen Schottland dem Kader der Nationalmannschaft an und feierte am 7. Juni 1964 beim Länderspiel in Helsinki gegen Finnland seinen Einstand im DFB-Team. Es war das letzte Spiel in der Trainer-Ära von Bundestrainer Sepp Herberger und VfB-Kollege Rolf Geiger stürmte in der deutschen Offensive.
Von 1963 bis 1969 absolvierte Sieloff als VfB-Abwehrchef 141 Bundesligaspiele für den VfB und erzielte dabei 21 Tore. In der ersten Saison kam er mit den Rot-Weißen auf den fünften Rang, danach folgten drei Jahre mit zweistelligen Platzierungen, ehe es 1968 und 1969 mit dem achten beziehungsweise fünften Rang wieder besser im Neckarstadion wurde. Nach Kurt Baluses übernahm Rudi Gutendorf das Traineramt, Albert Sing löste „Riegel-Rudi“ am 14. Dezember 1966 ab, ehe Sieloff unter Trainer Gunther Baumann die zwei Runden 1967/68 und 1968/69 bestritt. Persönlich war bei dem Defensivspezialisten mit Aufbauqualitäten und Distanzschüssen eine Stagnation in den letzten Jahren eingetreten und er war nicht mehr zufrieden mit dem sportlichen Ablauf in Stuttgart. Deshalb kam ihm das Angebot zur Runde 1969/70 von Borussia Mönchengladbach wie gerufen, er baute auf den dort wirkenden Trainer Hennes Weisweiler und die Spielfreude der „Fohlenmannschaft“, um auch bei ihm persönlich wieder Freude und Begeisterung aufkommen zu lassen. Sieloff, der achtfache Nationalspieler, wechselte zur Runde 1969/70 an den Niederrhein zu Borussia Mönchengladbach.

### Mönchengladbach, 1969 bis 1974
Die Borussia startete 1969/70 mit einer 0:2-Auswärtsniederlage bei Schalke 04 in die Runde. Die Souveränität und Stabilität der neuen Innenverteidigung mit Libero Sieloff und Ludwig Müller auf der Vorstopperposition setzte sich aber eindrucksvoll in den nächsten Spielen durch. Mit 27:7 Punkten stand die Elf von Trainer Weisweiler nach der Hinrunde an der Tabellenspitze und mit 13 Gegentoren hatte die Defensive die beste Bilanz der Liga aufzuweisen. Ein wesentlicher Garant dafür war das aus Libero und Vorstopper bestehende Tandem. Am Rundenende feierte die Mannschaft vom Bökelberg mit vier Punkten Vorsprung gegenüber dem FC Bayern München den Gewinn der ersten deutschen Meisterschaft. Das Synonym für Angriffsfußball und Spielfreude, die „Fohlen-Elf“ vom Niederrhein, hatte in 34 Ligaspielen nur 29 Gegentore zugelassen, den besten Wert der Spielzeit. Im herausragenden Defensivverbund um Torhüter Wolfgang Kleff, den Außenverteidigern Hartwig Bleidick und Berti Vogts, zuzüglich dem defensiven Mittelfeldspieler Peter Dietrich stellten Sieloff und Müller den entscheidenden Qualitätsgewinn dar. Der Ex-Stuttgarter feierte nach fast fünf Jahren Pause in der Nationalmannschaft folgerichtig am 8. April 1970 ein Comeback beim Länderspiel in Stuttgart gegen Rumänien. In 33 Rundenspielen mit einem Tor hatte er die Abwehr des neuen Meisters dirigiert. Zur ersten erfolgreichen Titelverteidigung in der Bundesligageschichte, 1970/71, hatte der nicht nur in der Defensive Akzente setzende Libero, in wiederum 33 Ligaspielen, sechs Treffer beigesteuert. Auch 1971 stellte Mönchengladbach die beste Abwehr.
Im Spieljahr 1972/73 gehörte er der Finalmannschaft im DFB-Pokal an, die am 23. Juni 1973 mit einem 2:1-Erfolg nach Verlängerung gegen den rheinischen Rivalen 1. FC Köln den Pokal gewann. Zum Abschluss seiner Aktivität bei Borussia, 1973/74, war er nochmals in 26 Spielen mit zwei Toren an der Vizemeisterschaft der Weisweiler-Elf beteiligt. Insgesamt werden für ihn in seiner Zeit bei Mönchengladbach von 1969 bis 1974 in der Bundesliga 123 Spiele mit 15 Toren notiert.
Sieloff war mit der Borussia aber daneben im Europapokal in legendären Spielen zu Werke. Im Landesmeisterwettbewerb 1970/71 ragten die zwei 1:1-Remisspiele gegen den englischen Meister FC Everton mit Ball, Hurst, Royle und Morrissey heraus und dabei das verlorene Duell im Elfmeterschießen. Im Jahr 1971/72 ging das „Büchsenwurf“-Spiel am 20. Oktober 1971 gegen Inter Mailand in die Fußball-Geschichtsbücher ein. In der Besetzung mit Wolfgang Kleff im Tor, in der Verteidigung mit Berti Vogts, Ludwig Müller, Sieloff und Hartwig Bleidick, im Mittelfeld mit Rainer Bonhof, Christian Kulik und Günter Netzer, sowie den Angreifern Herbert Wimmer, Jupp Heynckes und Ulrik le Fevre setzte sich Borussia in einer spielerischen Demonstration mit 7:1 Toren gegen die Intergarde um Burgnich, Facchetti, Corso, Mazzola und Boninsegna durch. Anschließend wurde das Spiel durch die UEFA wegen eines Büchsenwurfes durch einen Zuschauer gegen Boninsegna annulliert und ein Wiederholungsspiel am 1. Dezember 1971 in Berlin angesetzt. In Mailand verkürzte Wittkamp in der 89. Spielminute auf 2:3 und mit dem Abpfiff erzielte Ghio für Inter das 4:2-Siegtor. In Berlin verschoss Sieloff in der 17. Minute einen Foulelfmeter und durch das 0:0-Remis schied er mit Borussia aus dem Wettbewerb aus. Als Mönchengladbach sich im UEFA-Cup 1972/73 im Halbfinale mit 3:0 und 2:1 Toren gegen Twente Enschede durchsetzte und in die Finalspiele gegen den FC Liverpool einzog, dirigierte Sieloff in beiden Spielen die Abwehr, obwohl er durch Verletzungen bedingt in der Bundesliga nur sechs Pflichtspiele absolviert hatte. In den beiden Spielen gegen Liverpool fehlte er aber wieder, insbesondere an der Anfield Road bei der 0:3-Niederlage fehlte ein Abwehrchef an allen Ecken und Enden und das Experiment mit Günter Netzer als Libero ging nicht auf. In seiner letzten Gladbacher Runde, 1973/74, spielte er sich im Cup der Pokalsieger mit der Borussia durch Erfolge gegen IBV Vestmannaeyjar, Glasgow Rangers und Glentoran Belfast bis in das Halbfinale gegen den AC Mailand. In Mailand wurde das Spiel mit 0:2 Toren verloren und der knappe 1:0-Heimsieg am 24. April 1974 reichte nicht zum Einzug in das Finale. Insgesamt hat Klaus-Dieter Sieloff 22 Europacupspiele absolviert und dabei zwei Tore erzielt.

### Ausklang der Spieleraktivität, 1974 bis 1977
Von 1974 bis 1976 versuchte er seine Karriere noch in der 2. Fußball-Bundesliga bei Alemannia Aachen fortzusetzen, aber anhaltende Achillessehnenbeschwerden grenzten den Erfolg ein und er hörte nach 43 Spielen mit drei Toren 1976 bei der Tivoli-Elf auf. Endgültig beendete er nach der Serie 1976/77, nach seiner Rückkehr in das Schwabenland, beim Amateurligisten TSG Backnang seine Laufbahn.
Er arbeitete später als Leiter der Betriebssportabteilung bei Mercedes-Benz in Untertürkheim und wohnte als Pensionär in Vaihingen.

### Nationalmannschaft, 1964 bis 1971
Im Länderspiel am 13. Mai 1964 in Hannover gegen Schottland gehörte der Stuttgarter Stopper erstmals dem Nationalmannschaftskader des Bundestrainers Sepp Herberger an. Er debütierte beim letzten Auftreten des „Bundes-Sepp“ am 7. Juni 1964 in Helsinki gegen Finnland in der DFB-Elf auf der Stopper-Position. Willi Schulz und Wolfgang Weber besetzten beim 4:1-Erfolg die Außenläuferstellen. Im September und Oktober 1964 sowie am 17. Februar 1965 in Duisburg war er in Testspielen des Herberger-Nachfolgers Helmut Schön auf dem Prüfstand, bevor er am 13. März 1965 in Hamburg beim Länderspiel gegen Italien zum zweiten Mal die Abwehr der Nationalmannschaft dirigierte. Mit einer „Mannschaft der Neulinge“ – Manglitz (er wurde in der 57. Minute für Tilkowski eingewechselt), Piontek, Patzke, Höttges und Hornig debütierten – und Sieloff, Steinmann, Küppers und Brunnenmeier bestritten das zweite Länderspiel, hielt die DFB-Elf die italienische Auswahl überwiegend in Schach und Sieloff verwandelte in der 39. Minute einen Handelfmeter zur 1:0-Führung. Die Abwehr ließ den Innensturm der Italiener mit Bulgarelli, Mazzola und Rivera nicht zur Entfaltung kommen und der Ausgleich in der 76. Minute nach einem Konterangriff über Corso und Mazzola stellte den Spielverlauf auf den Kopf. Der Stuttgarter war auch in den folgenden vier Länderspielen gegen Zypern (WM-Qualifikation; zum 5:0 steuerte er zwei Treffer bei), England, Schweiz und zum Abschluss des Spieljahres am 6. Juni 1965 in Rio de Janeiro gegen den zweifachen Weltmeister Brasilien mit deren Offensivstars Garrincha und Pele im Einsatz.
Vor dem entscheidenden WM-Qualifikationsrückspiel am 26. September 1965 in Stockholm gegen Schweden gehörte er auch beim Testspiel am 17. August in Essen gegen das englische Profiteam von Chelsea London dem Team von Bundestrainer Schön an. Das junge FC Bayern-Talent Franz Beckenbauer zeichnete sich bei diesem Test besonders eindrucksvoll im Mittelfeld aus. Am 26. September 1965 bestritt die deutsche Mannschaft mit der Abwehrformation Tilkowski (Tor), Sieloff als Libero und den Verteidigern Höttges, Willi Schulz und Schnellinger das Spiel in Stockholm gegen Schweden. Durch Treffer von Krämer und Seeler entschied die Schön-Elf die Begegnung und hatte damit die Fahrkarte zur Weltmeisterschaft 1966 in England gelöst. Im folgenden Freundschaftsspiel am 9. Oktober 1965 in Stuttgart absolvierte der VfB-Stopper sein achtes Länderspiel. Der Braunschweiger Lothar Ulsaß (3) und Sieloff erzielten die Tore zum 4:1-Erfolg der deutschen Mannschaft gegen Österreich. In den Frühjahrsspielen 1966 gegen England und die Niederlande probierte es der Bundestrainer mit Willi Schulz als Ausputzer hinter der Abwehr aus und Held und Emmerich debütierten im Angriff in der Mannschaft. Sieloff nahm an der Fußball-Weltmeisterschaft 1966 in England teil, kam aber während des Turniers, das in der Endspielteilnahme gipfelte, nicht zum Einsatz. Schulz als Ausputzer und die drei Verteidiger Höttges, Weber und Schnellinger waren die Stammformation in den erfolgreichen Tagen der WM in England in der Defensive. Da sich „Worldcup-Willi“ in diesem Turnier zu einem Leistungsgaranten innerhalb und außerhalb des Feldes in der Mannschaft entwickelt hatte und auch bei den Fans an Popularität gewonnen hatte, war der Platz des Liberos oder des Ausputzers in den nächsten Jahren vergeben. Sieloff wurde in seiner Zeit beim VfB Stuttgart nach dem 9. Oktober 1965 nicht mehr in der Nationalmannschaft berücksichtigt.
Durch seine überzeugenden Leistungen als Abwehrdirigent beim neuen Bundesligameister Borussia Mönchengladbach in der Saison 1969/70, kam er kurz vor dem WM-Turnier 1970 in Mexiko wieder in den Kreis der Nationalmannschaft zurück. Am 8. April 1970 fand ein Länderspiel in Stuttgart gegen Rumänien statt. In der 84. Minute wurde Sieloff für Wolfgang Weber eingewechselt. Er nahm am Abschlusslehrgang vom 4. bis 14. Mai 1970 in Malente teil, kam aber in den zwei abschließenden Testländerspielen gegen Irland und Jugoslawien nicht zum Zuge und gehörte dennoch dem 22er-DFB-Aufgebot an, das am 18. Mai nach Mexiko flog. Aber auch bei seiner zweiten WM-Teilnahme kam er zu keinem Spieleinsatz. Zwar war die Zeit der „Ausputzer“ vorbei, aber Bundestrainer Schön setzte weiterhin auf seinen Abwehrorganisator Willi Schulz. Als dieser sich verletzte, übernahm der Italienlegionär Karl-Heinz Schnellinger die Rolle des letzten Mannes. Franz Beckenbauer, sicherlich auch schon zu diesem Zeitpunkt unbestritten der beste Libero in Deutschland, musste in der Nationalmannschaft noch weite Wege im Mittelfeld zurücklegen und dem spielerischen Moment auf der Liberoposition stand man noch reserviert gegenüber.
Im ersten Spiel nach der Weltmeisterschaft 1970, am 9. September 1970 in Nürnberg gegen Ungarn, erhielt der Gladbacher Libero aber dann doch Gelegenheit, seine Klasse unter Beweis zu stellen. Mit Vogts, Weber und Höttges an seiner Seite und davor im Mittelfeld mit Beckenbauer und Fichtel, erspielte sich die deutsche Mannschaft einen überzeugenden 3:1-Sieg. Sieloff brachte die deutsche Mannschaft in der elften Minute nach einer gelungenen Kombination mit Beckenbauer und Gerd Müller mit einem satten Schuss mit 1:0 in Führung. Uwe Seeler beendete nach seinem 72. Länderspieleinsatz seine Karriere in der Nationalmannschaft. Für Sieloff folgten zwei weitere Länderspiele im Oktober und November 1970 gegen die Türkei und Griechenland. Am 12. Juni 1971 debütierte beim EM-Qualifikationsspiel in Karlsruhe gegen Albanien Georg Schwarzenbeck in der Nationalmannschaft, Sieloff absolvierte beim 2:0-Erfolg sein dreizehntes Länderspiel. Mit seiner Einwechslung am 22. Juni 1971 in Oslo gegen Norwegen endete nach seinem 14. Länderspiel seine Laufbahn in der DFB-Auswahl. Jetzt hatte sich neben Libero Beckenbauer auch sein „Helfer“ Schwarzenbeck als Vorstopper einen Stammplatz erkämpft und an dem „Kaiser“ kam Sieloff, wie auch Klaus Fichtel von Schalke 04, nicht vorbei.
Für seine sportlichen Leistungen erhielt er am 30. Juli 1966 – zusammen mit der deutschen Nationalmannschaft (Vizeweltmeister 1966) – das Silberne Lorbeerblatt.

## Zeit nach dem Karriereende
Sieloff, der in seiner Mönchengladbacher Zeit neben einem absolvierten Sportstudium in Köln auch die Trainerlizenz erworben hatte, war nach Beendigung seiner fußballerischen Laufbahn zunächst als Verkäufer für Büromöbel tätig. Anschließend war er als Betriebssportlehrer bei Daimler-Benz in Stuttgart beschäftigt. Zudem hatte er gelegentliche Einsätze in der Weisweiler-Mannschaft sowie der VfB-Traditionself. Sieloffs Tochter Anke machte gesanglich als Mitglied der Gruppe „Clowns“ auf sich aufmerksam, die an der deutschen Vorentscheidung zum Eurovision Song Contest 1986 teilnahm und hatte später ein Engagement als Opernsängerin am Musiktheater im Revier in Gelsenkirchen.

## Titel und Erfolge

### Verein
- Deutscher Meister: 1970, 1971
- DFB-Pokal-Sieger: 1973
- UEFA-Pokal-Finalist: 1973

### Nationalmannschaft
- Vize-Weltmeister: 1966
- WM-Dritter: 1970